# Prémios do Cinema Europeu de 2013
A 26ª Edição dos Prémios do Cinema Europeu foi apresentada no dia 7 de dezembro de 2013, por Anke Engelke. Esta edição ocorreu em Berlim, Alemanha.
Os vencedores foram selecionados pelos mais de 2 500 membros da Academia de Cinema Europeu. As nomeações para estes prémios foram anunciadas em 9 de novembro de 2013, no Festival de Cinema Europeu de Sevilha.

## Vencedores e nomeados
A cor de fundo       indica os vencedores.

### Melhor filme
| Filme                       | Título no Brasil         | Título em Portugal | Realizador/Diretor   | Produção (país)            |
| --------------------------- | ------------------------ | ------------------ | -------------------- | -------------------------- |
| La grande bellezza          | A Grande Beleza          |                    | Paolo Sorrentino     | Itália                     |
| La migliore offerta         |                          | A Melhor Oferta    | Giuseppe Tornatore   | Itália                     |
| Blancanieves                | Branca de Neve           | Branca de Neve     | Pablo Berger         | Espanha / França / Bélgica |
| The Broken Circle Breakdown |                          |                    | Felix Van Groeningen | Bélgica / Países Baixos    |
| Oh Boy                      |                          |                    | Jan Ole Gerster      | Alemanha                   |
| La vie d'Adèle              | Azul É a Cor Mais Quente | A Vida de Adèle    | Abdellatif Kechiche  | França / Bélgica / Espanha |

### Melhor comédia
| Filme                 | Título no Brasil               | Título em Portugal     | Realizador/Diretor | Produção (país)                                 |
| --------------------- | ------------------------------ | ---------------------- | ------------------ | ----------------------------------------------- |
| Den skaldede frisør   | Amor É Tudo o que Você Precisa | Só Precisamos de Amor  | Susanne Bier       | Dinamarca / Suécia / Itália / França / Alemanha |
| Los amantes pasajeros | Os Amantes Passageiros         | Os Amantes Passageiros | Pedro Almodóvar    | Espanha                                         |
| Benvenuto Presidente! |                                |                        | Riccardo Milani    | Itália                                          |
| Svećenikova djeca     |                                |                        | Vinko Brešan       | Croácia / Sérvia                                |

### Melhor realizador/diretor
| Realizador/Diretor   | Nacionalidade (país) | Filme                       | Título no Brasil         | Título em Portugal |
| -------------------- | -------------------- | --------------------------- | ------------------------ | ------------------ |
| Paolo Sorrentino     | Itália               | La grande bellezza          | A Grande Beleza          |                    |
| Pablo Berger         | Espanha              | Blancanieves                | Branca de Neve           | Branca de Neve     |
| Felix van Groeningen | Bélgica              | The Broken Circle Breakdown |                          |                    |
| Abdellatif Kechiche  | Turquia / França     | La vie d'Adèle              | Azul É a Cor Mais Quente | A Vida de Adèle    |
| François Ozon        | França               | Dans la maison              | Dentro da Casa           | Dentro de Casa     |
| Giuseppe Tornatore   | Itália               | La migliore offerta         |                          | A Melhor Oferta    |

### Melhor atriz
| Atriz              | Nacionalidade (país) | Filme                       | Título no Brasil | Título em Portugal |
| ------------------ | -------------------- | --------------------------- | ---------------- | ------------------ |
| Veerle Baetens     | Bélgica              | The Broken Circle Breakdown |                  |                    |
| Keira Knightley    | Reino Unido          | Anna Karenina               | Anna Karenina    | Anna Karenina      |
| Barbara Sukowa     | Alemanha             | Hannah Arendt               | Hannah Arendt    | Hannah Arendt      |
| Naomi Watts        | Reino Unido          | Lo imposible                | O Impossível     | O Impossível       |
| Luminita Gheorghiu | Roménia              | Pozitia copilului           |                  | Mãe e Filho        |

### Melhor ator
| Ator              | Nacionalidade (país) | Filme                       | Título no Brasil | Título em Portugal |
| ----------------- | -------------------- | --------------------------- | ---------------- | ------------------ |
| Toni Servillo     | Itália               | La grande bellezza          | A Grande Beleza  |                    |
| Jude Law          | Reino Unido          | Anna Karenina               | Anna Karenina    | Anna Karenina      |
| Johan Heldenbergh | Bélgica              | The Broken Circle Breakdown |                  |                    |
| Fabrice Luchini   | França               | Dans la maison              | Dentro da Casa   | Dentro de Casa     |
| Tom Schilling     | Alemanha             | Oh Boy                      |                  |                    |

### Melhor argumentista/roteirista
| Argumentista/Roteirista             | Nacionalidade (país) | Filme                       | Título no Brasil | Título em Portugal |
| ----------------------------------- | -------------------- | --------------------------- | ---------------- | ------------------ |
| François Ozon                       | França               | Dans la maison              | Dentro da Casa   | Dentro de Casa     |
| Tom Stoppard                        | Reino Unido          | Anna Karenina               | Anna Karenina    | Anna Karenina      |
| Giuseppe Tornatore                  | Itália               | La migliore offerta         |                  | A Melhor Oferta    |
| Carl Joos Felix Van Groeningen      | Bélgica              | The Broken Circle Breakdown |                  |                    |
| Paolo Sorrentino Umberto Contarello | Itália               | La grande bellezza          | A Grande Beleza  |                    |

### Melhor diretor de fotografia- Prémio Carlo Di Palma
| Diretor de fotografia | Nacionalidade (país) | Filme              | Título no Brasil    | Título em Portugal |
| --------------------- | -------------------- | ------------------ | ------------------- | ------------------ |
| Asaf Sudry            | Israel               | Lemale et ha'halal | Preenchendo o Vazio | Noiva Prometida    |

### Melhor montador/editor
| Montador/Editor       | Nacionalidade (país) | Filme              | Título no Brasil | Título em Portugal |
| --------------------- | -------------------- | ------------------ | ---------------- | ------------------ |
| Cristiano Travaglioli | Itália               | La grande bellezza | A Grande Beleza  |                    |

### Melhor diretor de arte
| Diretor de arte | Nacionalidade (país) | Filme         | Título no Brasil | Título em Portugal |
| --------------- | -------------------- | ------------- | ---------------- | ------------------ |
| Sarah Greenwood | Reino Unido          | Anna Karenina | Anna Karenina    | Anna Karenina      |

### Melhor figurinista
| Figurinista  | Nacionalidade (país) | Filme        | Título no Brasil | Título em Portugal |
| ------------ | -------------------- | ------------ | ---------------- | ------------------ |
| Paco Delgado | Espanha              | Blancanieves | Branca de Neve   | Branca de Neve     |

### Melhor compositor
| Compositor      | Nacionalidade (país) | Filme               | Título no Brasil | Título em Portugal |
| --------------- | -------------------- | ------------------- | ---------------- | ------------------ |
| Ennio Morricone | Itália               | La migliore offerta |                  | A Melhor Oferta    |

### Melhor sonoplasta
| Sonoplasta                 | Nacionalidade (país) | Filme              | Título no Brasil | Título em Portugal |
| -------------------------- | -------------------- | ------------------ | ---------------- | ------------------ |
| Matz Müller Erik Mischijew | Alemanha             | Paradies: Hoffnung |                  |                    |

### Filme revelação - Prémio da crítica (FIPRESCI)
Os nomeados para Melhor Filme de Estreia foram selecionados por uma Comissão composta por representantes dos Prémios do Cinema Europeu e da Federação Internacional de Críticos de Cinema (FIPRESCI).
| Filme       | Título no Brasil | Título em Portugal | Realizador/Diretor | Produção (país)                        |
| ----------- | ---------------- | ------------------ | ------------------ | -------------------------------------- |
| Oh Boy      |                  |                    | Jan Ole Gerster    | Alemanha                               |
| Call Girl   |                  |                    | Mikael Marcimain   | Suécia / Noruega / Irlanda / Finlândia |
| Äta sova dö |                  |                    | Gabriela Pichler   | Suécia                                 |
| Miele       | Mel              | Mel                | Valeria Golino     | Itália / França                        |
| La plaga    |                  |                    | Neus Ballús        | Espanha                                |

### Melhor documentário
| Documentário       | Título no Brasil | Título em Portugal | Realizador/Diretor | Produção (país)                   |
| ------------------ | ---------------- | ------------------ | ------------------ | --------------------------------- |
| The Act of Killing |                  |                    | Joshua Oppenheimer | Dinamarca / Noruega / Reino Unido |
| L'image manquante  |                  |                    | Rithy Panh         | Camboja / França                  |
| L'escale           |                  |                    | Kaveh Bakhtiari    | Suíça / França                    |

### Melhor filme de animação
Os nomeados para Melhor Filme de Animação foram selecionados por uma Comissão composta por membros do Conselho dos Prémios do Cinema Europeu e representantes da Associação Europeia de Cinema de Animação.
| Filme        | Título no Brasil | Título em Portugal | Realizador/Diretor | Produção (país)                                             |
| ------------ | ---------------- | ------------------ | ------------------ | ----------------------------------------------------------- |
| The Congress |                  |                    | Ari Folman         | Israel / Alemanha / Polónia / Luxemburgo / França / Bélgica |
| Jasmine      |                  |                    | Alain Ughetto      | França                                                      |
| Pinocchio    |                  |                    | Enzo D'Alò         | Itália / Bélgica / França / Luxemburgo                      |

### Melhor curta-metragem
Os nomeados para Melhor Curta-Metragem foram selecionados por um júri independente em vários festivais de cinema por toda a Europa.
| Curta-metragem                 | Realizador/Diretor                 | Produção (país)                 | Festival                     |
| ------------------------------ | ---------------------------------- | ------------------------------- | ---------------------------- |
| Dood van een Schaduw           | Tom Van Avermaet                   | Bélgica / França                | Festival de Valladolid       |
| As Ondas                       | Miguel Fonseca                     | Portugal                        | Festival de Gent             |
| Morning                        | Cathy Brady                        | Reino Unido / Irlanda           | Festival de Cork             |
| Though I Know the River Is Dry | Omar Robert Hamilton               | Egito / Palestina / Reino Unido | Festival de Roterdão         |
| Skok                           | Petar Valchanov Kristina Grozeva   | Bulgária                        | Festival de Clermont-Ferrand |
| Misterio                       | Chema García Ibarra                | Espanha                         | Festival de Berlim           |
| Sonntag 3                      | Jochen Kuhn                        | Alemanha                        | Festival de Tampere          |
| Letter                         | Sergei Loznitsa                    | Rússia                          | Festival de Cracóvia         |
| Yaderni wydhody                | Miroslav Slaboshpitsky             | Ucrânia                         | Festival de Grimstad         |
| Cut                            | Christoph Girardet Matthias Müller | Alemanha                        | Festival de Vila do Conde    |
| Zima                           | Cristina Picchi                    | Rússia                          | Festival de Locarno          |
| A Story for the Modlins        | Sergio Oksman                      | Espanha                         | Festival de Saraievo         |
| Houses with Small Windows      | Bülent Öztürk                      | Bélgica                         | Festival de Veneza           |
| La lampe au beurre de yak      | Wei Hu                             | França / China                  | Festival de Drama            |
| Orbit Ever After               | Jamie Magnus Stone                 | Reino Unido                     | Festival de Bristol          |

### Melhor coprodução - Prémio Eurimages
- Ada Solomon

### Contribuição europeia para o cinema mundial
- Pedro Almodóvar[9]

### Prémio de carreira
- Catherine Deneuve[9]

### Prémio do Público
O vencedor do Prémio Escolha do Público foi escolhido por votação on-line.
| Filme                       | Título no Brasil               | Título em Portugal             | Diretor/Realizador             | Produção (país)                                      |
| --------------------------- | ------------------------------ | ------------------------------ | ------------------------------ | ---------------------------------------------------- |
| La cage dorée               |                                | A Gaiola Dourada               | Ruben Alves                    | França / Portugal                                    |
| Los amantes pasajeros       | Os Amantes Passageiros         | Os Amantes Passageiros         | Pedro Almodóvar                | Espanha                                              |
| Anna Karenina               | Anna Karenina                  | Anna Karenina                  | Joe Wright                     | Reino Unido                                          |
| The Broken Circle Breakdown |                                |                                | Felix Van Groeningen           | Bélgica / Países Baixos                              |
| Djúpið                      |                                |                                | Baltasar Kormákur              | Islândia                                             |
| Lo imposible                | O Impossível                   | O Impossível                   | Juan Antonio Bayona            | Espanha                                              |
| Kon-Tiki                    | A Aventura de Kon Tiki         | Kon Tiki - A Viagem Impossível | Joachim Rønning Espen Sandberg | Reino Unido/ Noruega / Dinamarca / Alemanha / Suécia |
| La migliore offerta         |                                | A Melhor Oferta                | Giuseppe Tornatore             | Itália                                               |
| Oh Boy                      |                                |                                | Jan Ole Gerster                | Alemanha                                             |
| Searching for Sugar Man     |                                | À Procura de Sugar Man         | Malik Bendjelloul              | Suécia / Reino Unido                                 |
| Den skaldede frisør         | Amor É Tudo o que Você Precisa | Só Precisamos de Amor          | Susanne Bier                   | Dinamarca / Suécia / Itália / França/ Alemanha       |

### Prémio do Público Jovem
| Filme                   | Título no Brasil | Título em Portugal   | Diretor/Realizador | Produção (país)           |
| ----------------------- | ---------------- | -------------------- | ------------------ | ------------------------- |
| Nono, het Zigzag Kind   |                  |                      | Vincent Bal        | Países Baixos             |
| Le magasin des suicides |                  | A Loja dos Suicídios | Patrice Leconte    | França / Bélgica / Canadá |
| Kopfüber                |                  |                      | Bernd Sahling      | Alemanha                  |